# Mitra inquinata
Mitra inquinata is een slakkensoort uit de familie van de Mitridae. De wetenschappelijke naam van de soort is voor het eerst geldig gepubliceerd in 1844 door Reeve.